# Historia de las instituciones en la Antigüedad
La Historia de las instituciones en la Antigüedad es una sección cronológica de la historia de las instituciones que se ocupa del estudio histórico de las instituciones en cada una de las distintas civilizaciones de la Edad Antigua:
- Historia de las instituciones en Mesopotamia
- Historia de las instituciones en Egipto
- Historia de las instituciones en Grecia
- Historia de las instituciones en la Antigua Roma

- Datos: Q5899786